# ISRC
Международный стандартный номер аудио- или видеозаписи (International Standard Recording Code) (ISRC), определённый ISO 3901 — международный стандартный код для точного определения уникальной аудио- или видеозаписи. Он выделяется IFPI, уполномоченной на эти действия ISO. За этот стандарт отвечает технический комитет 46, подкомитет 9 ISO. Обратите внимание, что ISO определяет именно конкретную запись, а не песню в целом. Таким образом, различные записи, редакции и ремиксы одной и той же песни будут иметь различные коды ISRC. Песни определяются аналогичным кодом ISWC.
Коды ISRC выделяются национальными агентствами ISRC как для частных, так и для юридических лиц. Обычно это бесплатно, но национальные агентства могут взимать разумную плату для покрытия издержек на эту операцию.

## Формат ISRC
Код ISRC всегда состоит из 12 символов и записывается в формате «CC-XXX-YY-NNNNN»
(Дефисы не являются частью кода ISRC, но этот код часто пишут таким образом, чтобы облегчить его чтение.) Упомянутые выше четыре части означают:
- «CC» означает код страны согласно ISO 3166-1 alpha-2
- «XXX» — трёхзначный алфавитно-цифровой регистрационный код, уникальным образом определяющий организацию, которая регистрирует код. Например, в Великобритании это Phonographic Performance Limited (PPL).
- «YY» — последние две цифры года регистрации (не обязательно соответствуют году, когда произведена запись)
- «NNNNN» — уникальная последовательность из пяти цифр, определяющая определённую аудиозапись.

Например, GBEMI0300013.
Например, запись песни «Enquanto Houver Sol», выполненная бразильской группой Titãs, получила код ISRC BR-BMG-03-00729:
- BR для Бразилии
- BMG для BMG
- 03 для 2003 года
- 00729 уникальный идентификатор записи

Другой пример: USPR37300012 — запись песни «Love's Theme» группы Love Unlimited Orchestra.
- US-PR3-73/00012

- US для США
- PR3 для организации
- 73 для 1973 года
- 00012 уникальный идентификатор записи

Красная книга (стандарт аудио CD) определяет кодирование кодов ISRC на компакт-дисках.